# Брагантіна (мікрорегіон)

Брагантіна на карті

Брагантіна (порт. Microrregião Bragantina) — мікрорегіон в Бразилії, входить в штат Пара. Складова частина мезорегіону Північний схід штату Пара. Населення становить 382 765 чоловік (на 2010 рік). Площа — 8 796,742 км². Густота населення — 43,51 чол./км².

## Демографія
Згідно з даними, зібраними в ході перепису 2010 р. Національним інститутом географії і статистики (IBGE), населення мікрорегіону становить:
| Повне населення                              | Повне населення                              | Повне населення                              | Повне населення                              | 382 765 |
| -------------------------------------------- | -------------------------------------------- | -------------------------------------------- | -------------------------------------------- | ------- |
| в тому числі:                                | Міське населення                             | 215 526                                      | Відсоток міського населення, %               | 56,31   |
|                                              | Сільське населення                           | 167 239                                      | Відсоток сільського населення, %             | 43,69   |
|                                              | Чоловіче населення                           | 194 693                                      | Відсоток чоловічого населення, %             | 50,86   |
|                                              | Жіноче населення                             | 188 072                                      | Відсоток жіночого населення, %               | 49,14   |
| Густота населення, чол/км²                   | Густота населення, чол/км²                   | Густота населення, чол/км²                   | Густота населення, чол/км²                   | 43,51   |
| Населення мікрорегону в % до населення штату | Населення мікрорегону в % до населення штату | Населення мікрорегону в % до населення штату | Населення мікрорегону в % до населення штату | 5,05    |

## Склад мікрорегіону
До складу мікрорегіон включені наступні муніципалітети:
1. Аугусту-Корреа
2. Боніту
3. Браганса
4. Капанема
5. Ігарапе-Асу
6. Нова-Тімботеуа
7. Пейши-Бой
8. Прімавера
9. Куатіпуру
10. Санта-Марія-ду-Пара
11. Сантарен-Нову
12. Сан-Франсіску-ду-Пара
13. Тракуатеуа